# Gabrielle Thomas
Gabrielle Thomas (Atlanta, 7 de dezembro de 1996) é uma atleta norte-americana, velocista especialista nos 100 m e 200 m e campeã olímpica dos 200 m rasos.
Enquanto estava em Harvard, Thomas ganhou 22 títulos de conferências em seus três anos de atletismo em seis eventos diferentes, estabelecendo os recordes da escola e da Ivy League nos 100 metros, 200 metros e nos 60 metros.
Em Tóquio 2020, conquistou a medalha de bronze na prova de 200 metros com o tempo de 21.87. Ela também conquistou a prata no revezamento 4x100 m.
Conquistou a medalha de prata nos 200 metros e a medalha de ouro no revezamento 4x100 m  no Campeonato Mundial de Atletismo de 2023, em Budapeste, Hungria.
Conquistou a medalha de ouro e o título olímpico nos 200 m, no revezamento 4x100 m  e no 4x400 m dos Jogos de Paris 2024.
Sua melhor marca pessoal nesta prova é 21.60, o que faz dela a quarta atleta mais rápida da história.